# Eberhard Menzel (Rechtswissenschaftler)

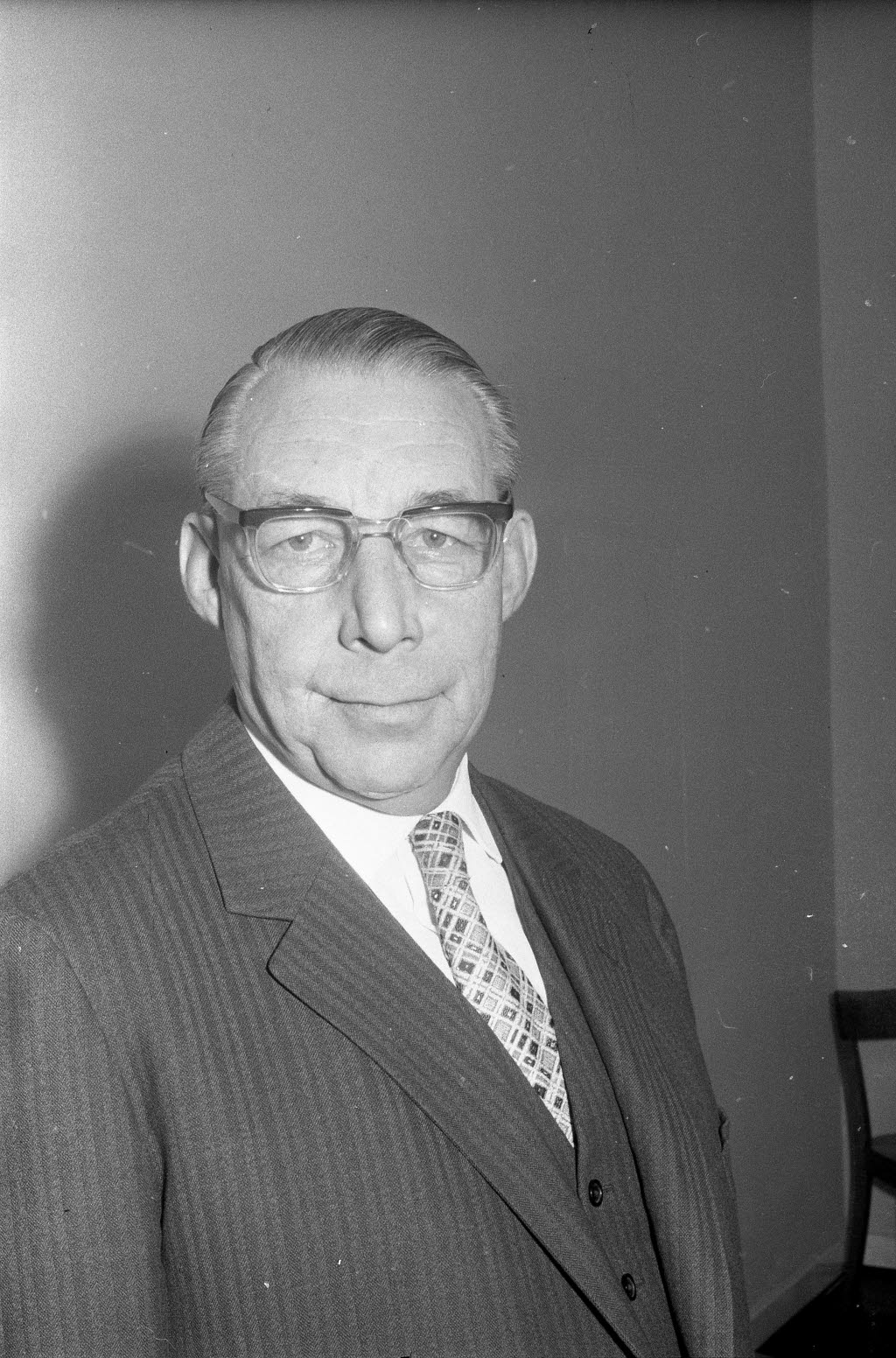
Eberhard Menzel (1963)

Eberhard Menzel (* 21. Januar 1911 in Ulm; † 1. Juni 1979 in Kiel) war ein deutscher Staats- und Völkerrechtler.

## Leben und Werk
Nach dem frühen Tod seines Vaters verbrachte Menzel seine ersten Schuljahre in der Schweiz. Sein Stiefvater war zunächst preußischer Regierungspräsident und dann Senatspräsident am Preußischen Oberverwaltungsgericht. Nach dem Abitur in Halle und einem Aufenthalt in England studierte Menzel in Tübingen, Berlin und Frankfurt am Main Rechtswissenschaft mit dem Schwerpunkt öffentliches Recht.
Menzel gehörte in führender Funktion dem Bund der Reichspfadfinder an, einem Verband der bündischen Jugend. Unter anderem war er als Schriftleiter der Führerblätter Deutscher Pfadfinder Der Pfad zum Reich tätig.
Neben der Justizausbildung arbeitete Menzel als Fakultätsassistent bei Friedrich Giese, bei dem er auch 1938 promoviert wurde. Gemeinsam mit Giese veröffentlichte er 1938 das Buch Vom deutschen Voelkerrechtsdenken der Gegenwart, das auf einem während des Sommersemester 1937 durchgeführten Seminar der beiden basierte. Darin wurde der Versuch unternommen, die NS-Rassenideologie etwa eines Hans F. K. Günther auf das Völkerrecht zu übertragen. Laut Gieses Vorwort wurde der Inhalt dieses Buch zwischen den beiden mehrfach diskutiert und durch Menzel „gründlich ausgearbeitet und im Zusammenhang niedergeschrieben“. Menzel gilt deshalb als Verfasser. Die Rechtshistoriker Michael Stolleis und Stefan Ruppert verweisen zudem auf eine Fußnote Gieses auf Seite 147 des Buches, mit welcher dieser sich vorsichtig vom Inhalt distanziert und zum klassischen Völkerrecht bekannt habe. Menzel dagegen hatte bereits 1934 in einer im Erich-Röth-Verlag veröffentlichten Schrift, Grundlagen des neuen Staatsdenkens, das Souveränitätsdenken für überwunden erklärt, „weil der formal-rechtliche Glaube an die Unabhängigkeit der Staaten zerschmilzt vor dem Wissen um die Führeraufgabe eines dazu berufenen Volkes und Staates.“ Giese wurde wegen der Veröffentlichung von 1938 im März 1946 auf Veranlassung der amerikanischen Militärregierung als Professor an der Universität Frankfurt entlassen, eine Maßnahme, die laut Stolleis eigentlich Menzel hätte treffen müssen.
1939 besuchte Menzel einen Kurs der Academie de Droit International in Den Haag. 1939/40 war er als Richter im Justizdienst in Wiesbaden und Frankfurt am Main tätig. 1940 wurde er Soldat. 1943 habilitierte er sich in Frankfurt und wurde dort Dozent.
1946 kehrte Menzel aus der Kriegsgefangenschaft zurück. 1947 wurde er a. o. Professor und wissenschaftlicher Mitarbeiter an der neu gegründeten Forschungsstelle für Völkerrecht und ausländisches öffentliches Recht an der Universität Hamburg. Am 1. April 1951 übernahm er die Leitung der Forschungsstelle. 1955 trat er eine Professur für Staats- und Völkerrecht sowie der Allgemeinen Staatslehre an der Universität Kiel an und wurde Direktor des dortigen Instituts für Internationales Recht.
Nachdem Menzel im November 1963 zum Rektor der Universität Kiel gewählt worden war, wurde das schleswig-holsteinische Kultusministerium Anfang 1964 durch einen anonymen Brief aus der Fakultät auf Menzels Beteiligung an dem Buch Vom deutschen Völkerrechtsdenken der Gegenwart aufmerksam gemacht. Für die Öffentlichkeit handelte es sich nach diversen Skandalen wie dem Auftritt von Karl Dönitz als Redner an einem Geesthachter Gymnasium um einen weiteren Fall ehemaliger Nationalsozialisten in Schleswig-Holstein. Menzel rechtfertigte sich damit, dass in dem Buch 18 Seminararbeiten von Studenten und Doktoranden zusammengefasst worden seien und sein einziger eigener Beitrag keine nationalsozialistischen Passagen enthalte. Außerdem sei er 1936 aus der Hitler-Jugend ausgeschlossen worden, weil er einer Pfadfinder-Organisation angehört und bei Juden gewohnt habe. Auf seinen Vorschlag hin kam es zu dem Kompromiss, dass Kultusminister Edo Osterloh ihn zwar ernannte, Menzel dann aber auf das Amt verzichtete.
In der Bundesrepublik Deutschland trat Menzel mit Stellungnahmen zu aktuellen Problemen des Staatsrechts hervor und beschäftigte sich mit der Frage der Grenzen Deutschlands und der Wiedervereinigung. Er beriet Deutschland im Festlandsockelstreit vor dem Internationalen Gerichtshof und publizierte zur Rüstungskontrolle sowie zum Verbot der Anwendung von Atomwaffen. Er gehörte der Pugwash-Bewegung an und organisierte 1968 eine erste internationale Pugwash-Veranstaltung in Deutschland.
1975 musste Menzel wegen einer Erkrankung in den Ruhestand treten.

## Schriften
- Der Wirkungsgrad der Völkerrechtsnormen im englischen Recht. In: Zeitschrift für Völkerrecht.18 (1934) 1934, S. 155–180.
- Grundlagen des neuen Staatsdenkens. Röth, Eisenach 1934.
- Volk und Staat, Nation und Reich. Röth, Eisenach 1934.
- un Friedrich Giese: Vom deutschen Voelkerrechtsdenken der Gegenwart. Betrachtungen im Anschluss an ein völkerrechtliches Seminar der Universität Frankfurt am Main. Breidenstein, Frankfurt a.M 1938.
- Die englische Lehre vom Wesen der Völkerrechtsnorm. Märtin, Breslau 1940.
- und Friedrich Giese: Deutsches Kriegsführungsrecht. Sammlung der für die deutsche Kriegsführung geltenden Rechtsvorschriften. Heymann, Berlin 1940.
- Die amerikanischen Vorschläge zur Reform des Seekriegsrechts von 1939. In: Zeitschrift für Völkerrecht.25 (1941/42) 1941, S. 433–472.
- Die englische Lehre vom Wesen der Völkerrechtsnorm. Märtin, Breslau 1942.
- Die Friedensverträge von 1947. Mit Italien, Ungarn, Bulgarien, Rumänien und Finnland. Verl. Europa-Archiv, Oberursel/Ts 1948.
- Die ausländische Kriegsverbrechergesetzgebung (Polen, Norwegen, Niederlande). In: Archiv des öffentlichen Rechts.36, Nr. 4 1949, S. 424–452.
- Die deutsche Westgrenze nach dem Zweiten Weltkrieg. Eine Untersuchung der Gebietsansprüche der Westlichen Nachbarn Deutschlands ; die holländischen Gebietsansprüche an Deutschland. In: Europa-Archiv : Zeitgeschichte, Zeitkritik, Verwaltung, Wirtschaftsaufbau ; Halbmonatsschr. d. Deutschen Gesellschaft für Auswärtige Politik.4, Nr. 19 1949, S. 2499–2510.
- Rechtsgutachten über die niederländischen Gebietsforderungen gegenüber Deutschland seit 1945. Forschungsstelle f. Völkerrecht u. ausländisches öffentliches Recht der Universität Hamburg, Hamburg 1949.
- Die deutsche Westgrenze nach dem Zweiten Weltkrieg. Eine Untersuchung der Gebietsansprüche der Westlichen Nachbarn Deutschlands ; die Saar-Frage. In: Europa-Archiv : Zeitgeschichte, Zeitkritik, Verwaltung, Wirtschaftsaufbau ; Halbmonatsschr. d. Deutschen Gesellschaft für Auswärtige Politik.6, Nr. 16/17 1951, S. 4259–4275.
- Legalität oder Illegalität der Anwendung von Atomwaffen. Mohr, Tübingen 1960.
- Die Vereinten Nationen und das Selbstbestimmungsrecht der Völker. In: Festschrift für Rudolf Laun zu seinem achtzigsten Geburtstag. 1962.
- Völkerrecht. Ein Studienbuch. Beck, München u. a. 1962.
- Der deutsche Festlandsockel in der Nordsee und seine rechtliche Ordnung. In: Archiv des öffentlichen Rechts.90, Nr. 1 1965, S. 1–61.
- Völkerrecht und Friedenssicherung. In: Zeitschrift für evangelische Ethik. 1968.
- Anerkennung oder Nichtanerkennung der DDR? Zur Klärung der völkerrechtlichen und politischen Grundfragen. In: Politik : Vierteljahresschr. d. Kuratoriums Unteilbares Deutschland.Nr. 3/4 1969, S. 70–103.
- Der Festlandsockel der Bundesrepublik Deutschland und das Urteil des Internationalen Gerichtshofs vom 20. Februar 1969. In: Jahrbuch für internationales Recht.14 (1969) 1969, S. 13–100.
- Bundesrat – Bremse gegen Ostverträge? Die Opposition benutzt ein untaugliches Instrument ; eine verfassungsrechtliche Analyse. In: Die Zeit : Wochenzeitung für Politik, Wirtschaft, Wissen und Kultur.26, Nr. 35 1971, S. 40.
- Die militärischen Einsätze der Vereinten Nationen zur Sicherung des Friedens. In: Jahrbuch für internationales Recht.15 (1971) 1971, S. 11–137.
- Verfassungswidrigkeit der Ostverträge von 1970? In: Die öffentliche Verwaltung : DÖV ; Zeitschrift für öffentliches Recht und Verwaltungswissenschaft.24, Nr. 11 1971, S. 361–378.
- Die Ostverträge von 1970 und das Selbstbestimmungsrecht der Völker. In: Zeitschrift für Rechtspolitik : ZRP.8, Nr. 2 1972, S. 35–41.
- Die Sozialstaatlichkeit als Verfassungsprinzip der Bundesrepublik. In: Die öffentliche Verwaltung : DÖV ; Zeitschrift für öffentliches Recht und Verwaltungswissenschaft.25, Nr. 15/16 1972, S. 537–546.
- und Knut Ipsen: Völkerrecht. Ein Studienbuch. 2. Auflage. Beck, München 1979, ISBN 3-406-03410-1.